# Mezinárodní lyžařská federace
Mezinárodní lyžařská federace (francouzsky Fédération internationale de ski et de snowboard, česky doslovně Mezinárodní lyžařská a snowboardingová federace, zkráceně FIS) je hlavní mezinárodní organizace lyžařských sportů sídlící ve švýcarském Oberhofenu am Thunersee. Byla založena 2. února 1924 během zimních olympijských her ve francouzském Chamonix národními reprezentacemi 14 států. K roku 2022 ji tvořilo 135 národních lyžařských federací. Pořádala přibližně 330 závodů ve světových pohárech, s celkovým počtem sedmi tisíc  schválených soutěží a registrováno v ní bylo 30 764 aktivních sportovců.
Na kongresu v italském Miláně byla v květnu 2022 schválena změna názvu federace, se zahrnutím snowboardingu – francouzsky Fédération internationale de ski et de snowboard, anglicky International Ski and Snowboard Federation. Oficiální mezinárodní zkratkou zůstala FIS.

## Lyžařské disciplíny

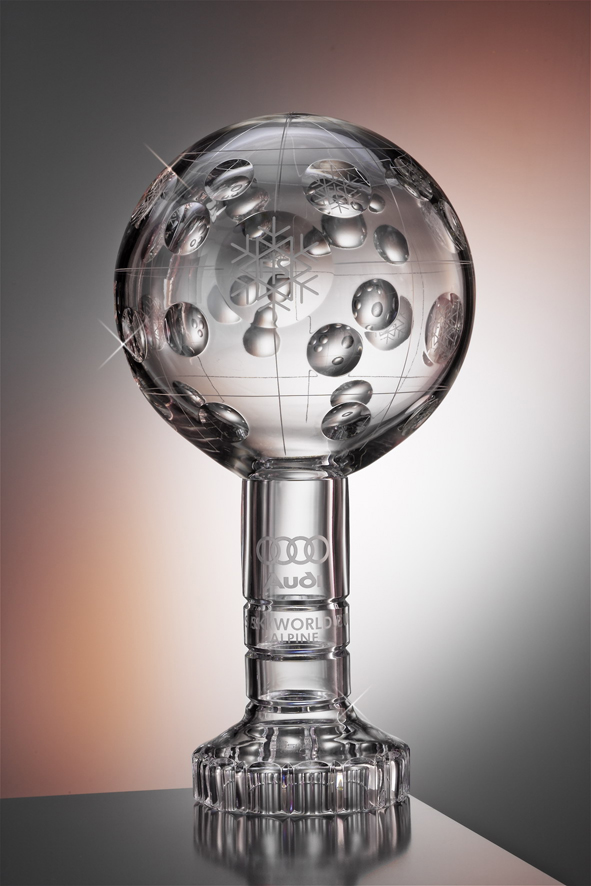
Křišťálový glóbus pro vítěze sezónní klasifikace disciplín (alpské lyžování)

Federace dohlíží na soutěže Světového poháru a zadává organizování mistrovství světa v následujících disciplínách:
- Alpské lyžování (včetně alpské kombinace)
  - Sjezd
  - Superobří slalom
  - Obří slalom
  - Slalom
- Severské lyžování
  - Běh na lyžích
  - Skoky na lyžích
  - Severská kombinace
  - Telemarkové lyžování
- Freestylové lyžování
  - Jízda v boulích
  - Akrobatické lyžování
  - Skikros
  - U-rampa
- Jízda na Snowboardu
  - Alpské lyžování
  - Freestyle snowboarding
  - Snowboardcross
- Ostatní a extrémní disciplíny
  - Lyžování na trávě
  - Kolečkové lyže
  - Rychlostní sjezd

Výjimkou mezi lyžařskými sporty je biatlon, jejž nepodléhá FIS, avšak řídí jej vlastní organizace, Mezinárodní biatlonová unie (IBU, International Biathlon Union), která se oddělila v roce 1993. Také skialpinismus má vlastní federaci, je jí Mezinárodní skialpinistická federace.

## Prezidenti FIS
| Prezident             | Období    | Národnost |
| --------------------- | --------- | --------- |
| Ivar Holmquist        | 1924–1934 | Švédsko   |
| Nicolai Ramm Östgaard | 1934–1951 | Norsko    |
| Marc Hodler           | 1951–1998 | Švýcarsko |
| Gian-Franco Kasper    | 1998–2021 | Švýcarsko |
| Johan Eliasch         | od 2021   | Švédsko   |

## Mistrovství světa
FIS pořádá následující mistrovství světa:
- Mistrovství světa v alpském lyžování
- Mistrovství světa v klasickém lyžování
- Mistrovství světa v akrobatickém lyžování a snowboardingu
- Mistrovství světa v letech na lyžích

## Členové
- Albánie
- Alžírsko
- Americká Samoa
- Andorra
- Argentina
- Arménie
- Austrálie
- Rakousko
- Ázerbájdžán
- Bahamy
- Barbados
- Bělorusko
- Belgie
- Bermudy
- Bolívie
- Bosna a Hercegovina
- Brazílie
- Britské Panenské ostrovy
- Bulharsko
- Kamerun
- Kanada
- Kajmanské ostrovy
- Chile
- Čína
- Kolumbie
- Kostarika
- Chorvatsko
- Kypr
- Česko
- Severní Korea
- Dánsko
- Dominika
- Ekvádor
- Egypt
- Salvador
- Eritrea
- Estonsko
- Svazijsko
- Etiopie
- Fidži
- Finsko
- Francie
- Gruzie
- Německo
- Ghana
- Spojené království
- Řecko
- Grenada
- Guatemala
- Guyana
- Haiti
- Honduras
- Hongkong
- Maďarsko
- Island
- Indie
- Írán
- Irsko
- Izrael
- Itálie
- Jamajka
- Japonsko
- Kazachstán
- Keňa
- Jižní Korea
- Kosovo
- Kuvajt
- Kyrgyzstán
- Lotyšsko
- Libanon
- Lesotho
- Lichtenštejnsko
- Litva
- Lucembursko
- Macao
- Severní Makedonie
- Madagaskar
- Malajsie
- Malta
- Maroko
- Mexiko
- Moldavsko
- Monako
- Mongolsko
- Černá Hora
- Nepál
- Nizozemsko
- Nový Zéland
- Norsko
- Pákistán
- Panama
- Palestinská autonomie
- Paraguay
- Peru
- Filipíny
- Polsko
- Portugalsko
- Portoriko
- Rumunsko
- Rusko
- San Marino
- Senegal
- Srbsko
- Slovensko
- Slovinsko
- Jižní Afrika
- Španělsko
- Srí Lanka
- Súdán
- Švédsko
- Švýcarsko
- Čínská Tchaj-pej
- Tádžikistán
- Thajsko
- Východní Timor
- Togo
- Tonga
- Trinidad a Tobago
- Turecko
- Ukrajina
- USA
- Vanuatu
- Americké Panenské ostrovy
- Spojené arabské emiráty
- Uruguay
- Uzbekistán
- Venezuela
- Zimbabwe